# Hawkinsville
Pour les articles homonymes, voir Hawkins.
La ville américaine de Hawkinsville est le siège du comté de Pulaski, dans l’État de Géorgie. Lors du recensement de 2010, sa population s’élevait à 4 589 habitants.

## Démographie
| 1870 | 1880  | 1890  | 1900  | 1910  | 1920  |
| ---- | ----- | ----- | ----- | ----- | ----- |
| 813  | 1 542 | 1 755 | 2 103 | 3 420 | 3 070 |

| 1930  | 1940  | 1950  | 1960  | 1970  | 1980  |
| ----- | ----- | ----- | ----- | ----- | ----- |
| 2 484 | 3 000 | 3 342 | 3 967 | 4 077 | 4 372 |

| 1990  | 2000  | 2010  | - | - | - |
| ----- | ----- | ----- | - | - | - |
| 3 527 | 3 280 | 4 589 | - | - | - |

## Source
- (en) Cet article est partiellement ou en totalité issu de l’article de Wikipédia en anglais intitulé « Hawkinsville, Georgia » (voir la liste des auteurs).